# Cuatrisquel

Lauburu.

Construcción del Lauburu

El cuatrisquel, tetrasquel o lauburu (del euskera, lauburu, «cuatro cabezas») es una esvástica de cuatro brazos curvilíneos presente en la cultura de abundantes pueblos antiguos y destacadamente entre la etnia vasca.
También se encuentra en representaciones artísticas de otros pueblos europeos, como los celtas y los germanos, por ejemplo, en dibujos y tallas visigóticas. Asimismo, pueden verse lauburus grabados en petroglifos de Galicia y en hórreos asturianos y gallegos (como, por ejemplo, en Grullos, Quirós y Piornedo), siendo denominados en este caso simplemente "tetrasqueles". También han sido utilizadas esvásticas curvilíneas de cuatro o más brazos en Aragón, donde se conocen en algunos pueblos pirenaicos como cuatrefuellas o "religadas" (este último nombre independientemente del número de brazos).
Es actualmente uno de los símbolos más representativos y reconocibles de la cultura vasca, si bien tradicionalmente nunca ha sido usado, por ejemplo, en escudos o banderas de ningún territorio de las actuales provincias de Vizcaya, Guipúzcoa, Álava o Navarra. El nacionalismo vasco también usaba a principios del siglo XX una esvástica ortogonal, idéntica a la alemana, ya que en un artículo de 1901 de Sabino Arana se afirma que los vascos antiguos adoraban el sol (eguzki) afirmando:

1º, que el signo semejante a una cruz y venerado por los cántabros era idéntico al svasti índico, a la rueda de cuatro rayos de Massilia, al Thors-hammar escandinavo, etcétera; y 2º, que semejante signo era en Cantabria enseña propia, si no privativa, de la población vaska, pues los várdulos, que la usaban, no eran cántabros, sino vaskos que habitaban fuera de aquella tierra.
Fue, pues, objeto de gran veneración entre los vaskos la rueda de cuatro rayos, símbolo del sol.
Sabino Arana 1901

## Etimología
El término Tetrasquel proviene del griego tetra (cuatro) y del bretón askell (alas), traducido a español como Cuatriquel. El término "lauburu" procede de las palabras en euskera lau = "cuatro" y buru = "cabeza", por lo que su significado en español sería "cuatro cabezas". El historiador Fidel Fita sostiene que existe una relación con el "Lábaro cántabro", siendo labarum una adaptación de tiempos de Octavio Augusto de la palabra vasca.

Combinación de lauburu con tetrasquel. Construcción.

## Signos similares

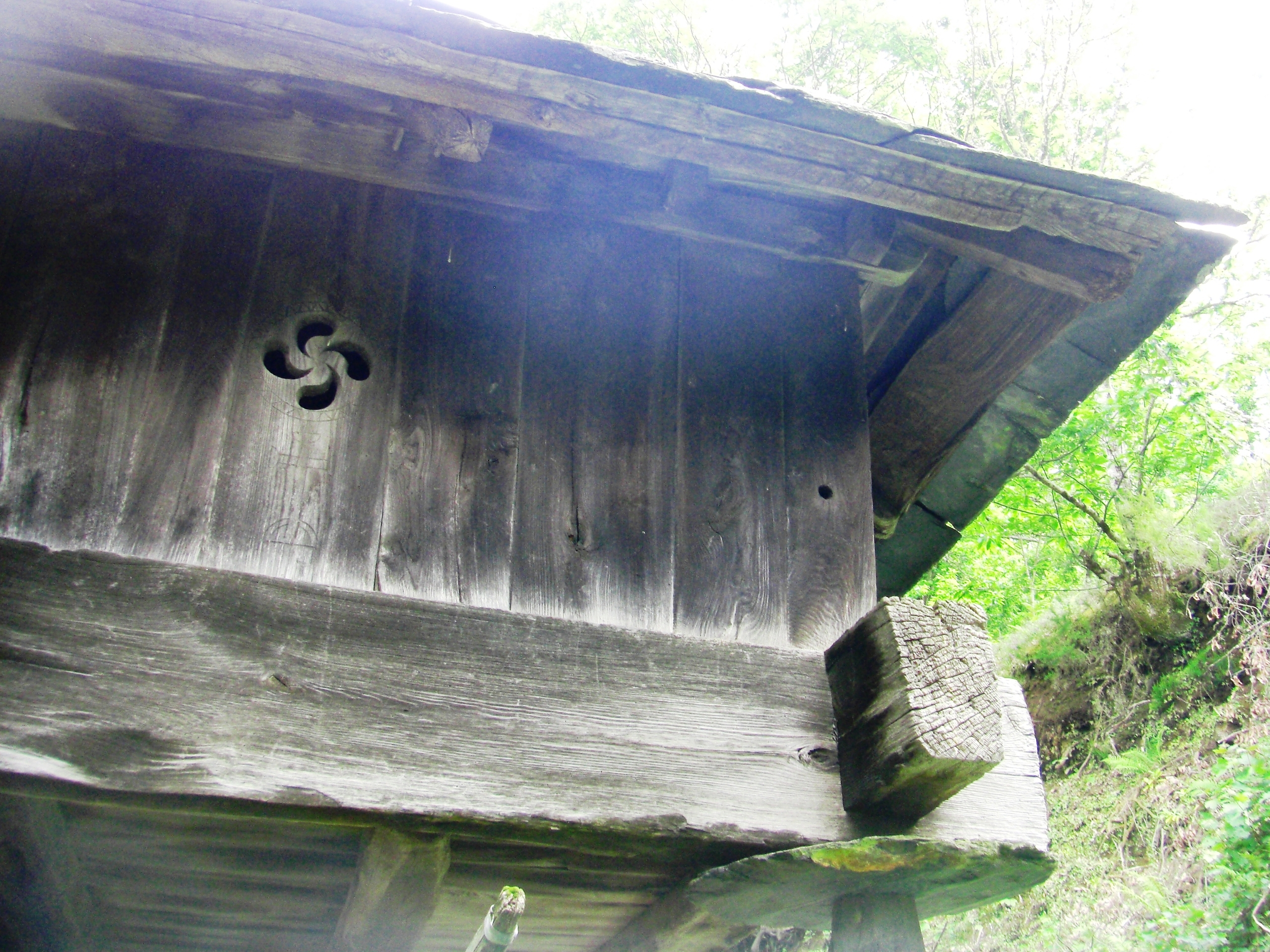
Cuatrisquel, Tetrasquel o Lauburu. recortado en la madera de un antiguo hórreo en Os Ancares (Lugo, Galicia, España)

El lauburu es la variante curvilínea de la cruz gamada o esvástica (sánscrito: स्वस्तिक svastika), un tipo de tetrasquel. La esvástica, con sus variantes, es un símbolo muy común en muchas culturas indoeuropeas. Existen pruebas del uso de la esvástica rectilínea en el norte de España antes de la invasión romana. Por lo tanto, es posible que el lauburu proceda directamente de la esvástica rectilínea o que forme parte de una misma familia de signos con un origen común. Se han encontrado trisqueles y tetrasqueles prerromanos (triscelas y tétrascelas dextrógiros y levógiros) en Vizcaya, en las estelas encontradas en Arrieta, Fórua, Busturia, Meñaca, Dima y Zamudio.
Otro signo similar al lauburu es la llamada "rosa camuna", uno de los petroglifos hallados en Val Camonica (Italia) y que data de tiempos de los camuni, una civilización que vivió en dicho valle durante la Edad del Hierro.

## Significado

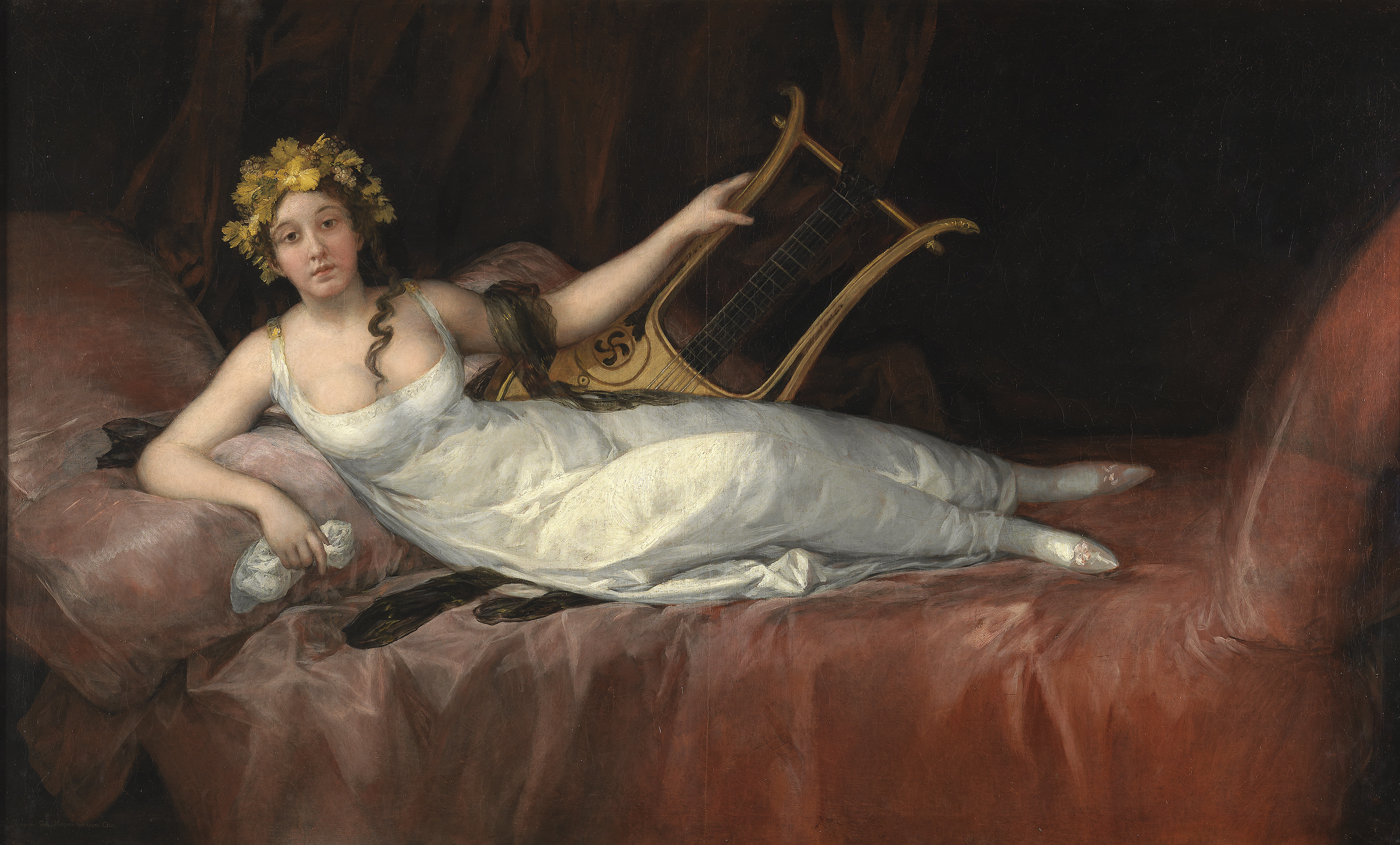
La lira de La Marquesa de Santa Cruz, de Goya (c. 1805) está decorada con un Cuatriquel.

Partiendo de que es un símbolo precristiano, su significado original siempre ha sido discutido: para algunos representa el sol; para otros, el movimiento o las edades del hombre;[cita requerida] otra interpretación dice que con giro a la derecha es símbolo de vida, y con giro a la izquierda es símbolo de muerte, razón por la cual aparece de esta última manera en monumentos funerarios.[cita requerida] Es también el símbolo de la energía o virilidad masculina solar representados por la dualidad del  Maju y su consorte femenina.[cita requerida]
El cuatrisquel aparece en banderas u otras enseñas y es usado desde el siglo XVI o principios del XVII. También se pueden hallar en estelas funerarias, en los frontispicios de las casas y en otros lugares a modo de amuleto o talismán. Modernamente se utiliza con carácter folclórico, aunque algunos apuntan que no necesariamente político.
Inicialmente rectilínea, la cruz gamada fue adoptada como «enseña propia» de Euskadi por Sabino Arana (que no la denominó lauburu) influido por las teorías de Larramendi y Fita, empezaría a ser empleada por las juventudes del PNV como insignia en la solapa en 1914. Durante la Segunda República española, esta versión se alternó con el propiamente dicho lauburu, la cruz gamada con remate circular. Más conocida por entonces como euskalorratza o simplemente esvástica, el parecido con la esvástica nazi de la versión rectilínea (únicamente diferenciadas por el ángulo de inclinación), hizo que se terminara dando primacía a la versión curvilínea y al término lauburu.

## Galería

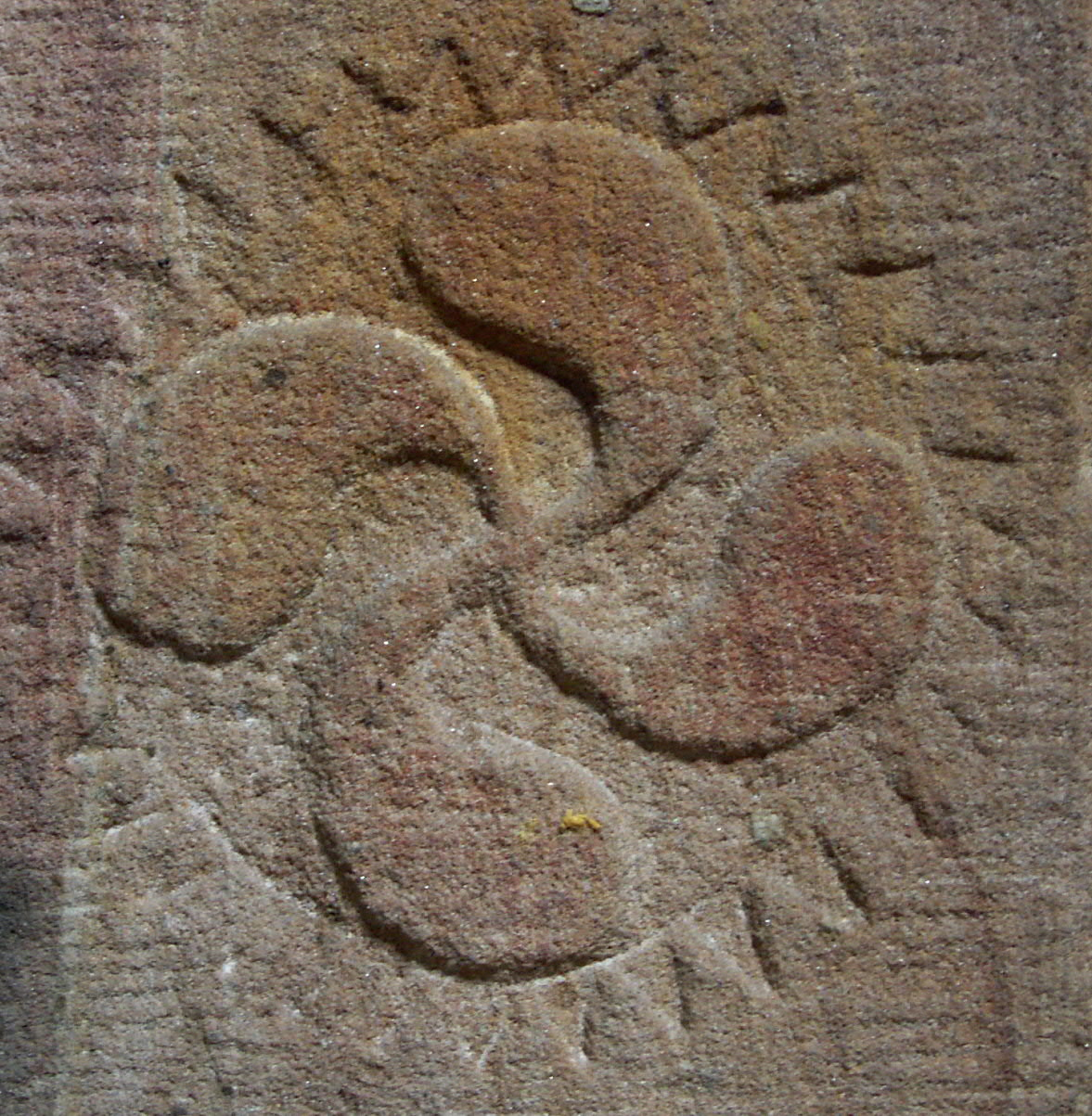
Sauvástica curvilínea en una pila bautismal cristiana en Alemania.
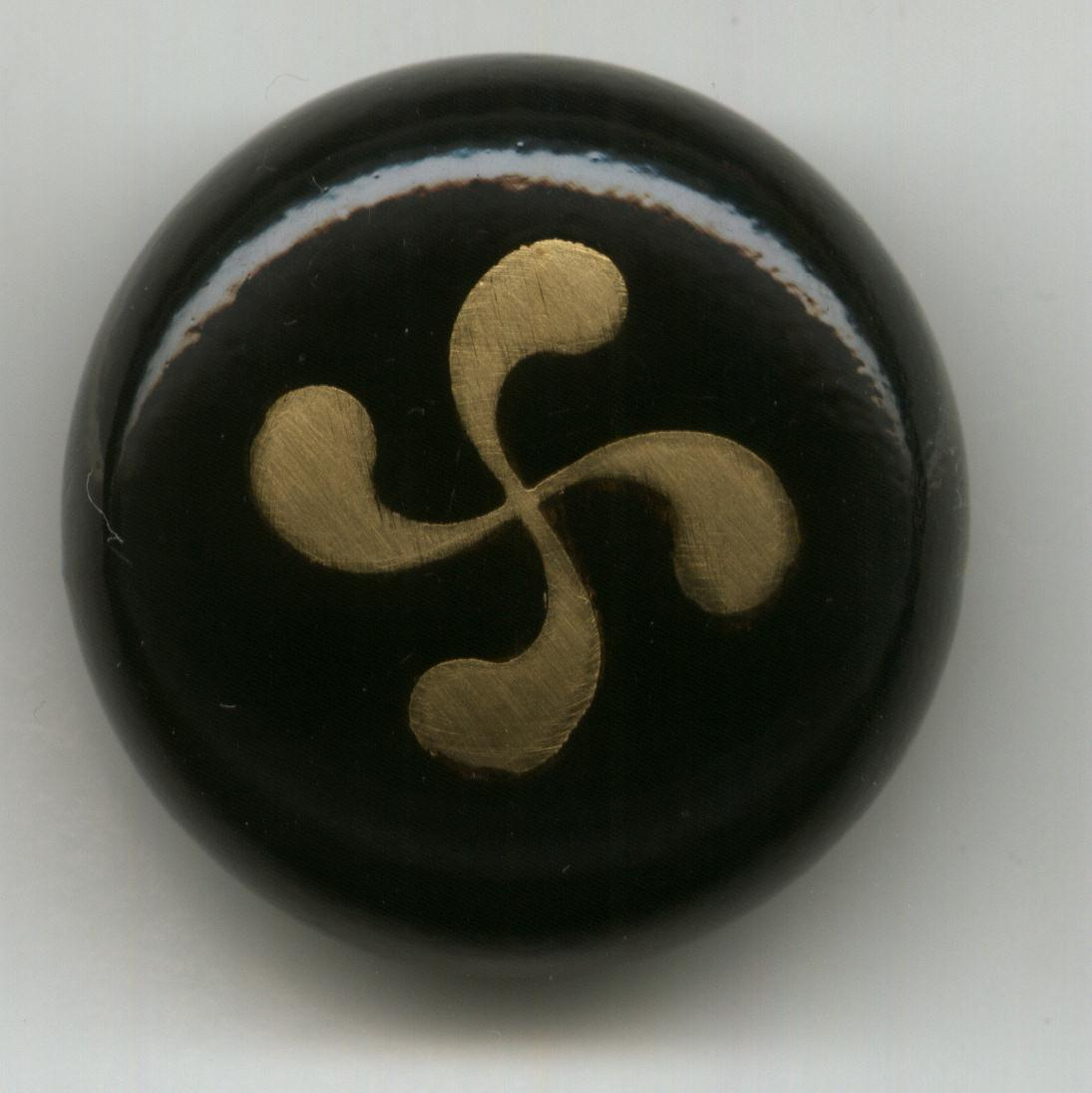
Lauburu en el pomo de la empuñadura de una makila o bastón.
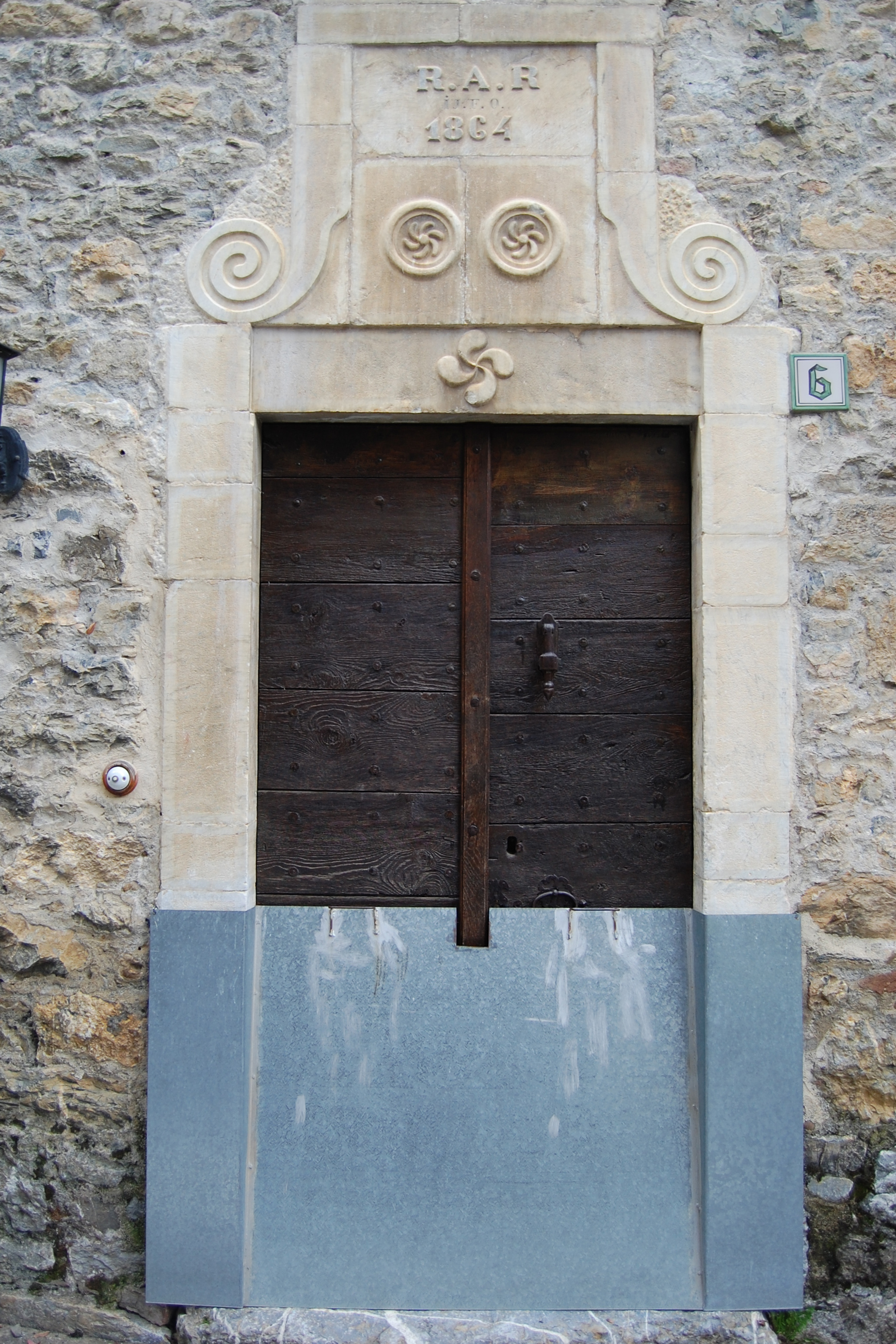
"Cuatrefuellas" en Casa Casalera, Pueyo de Tena, Huesca, Aragón.
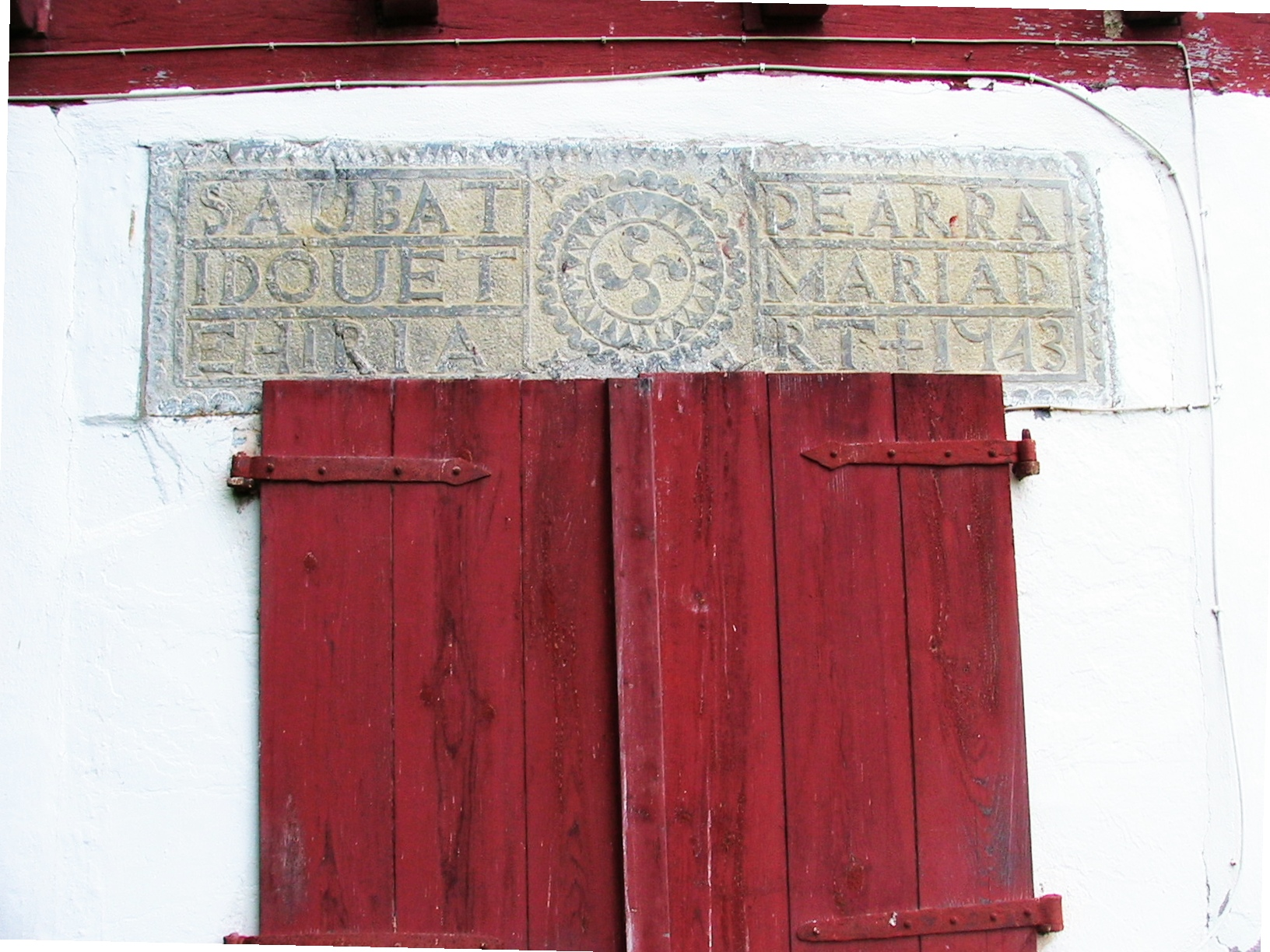
Ventana en Ayherre, Baja Navarra.
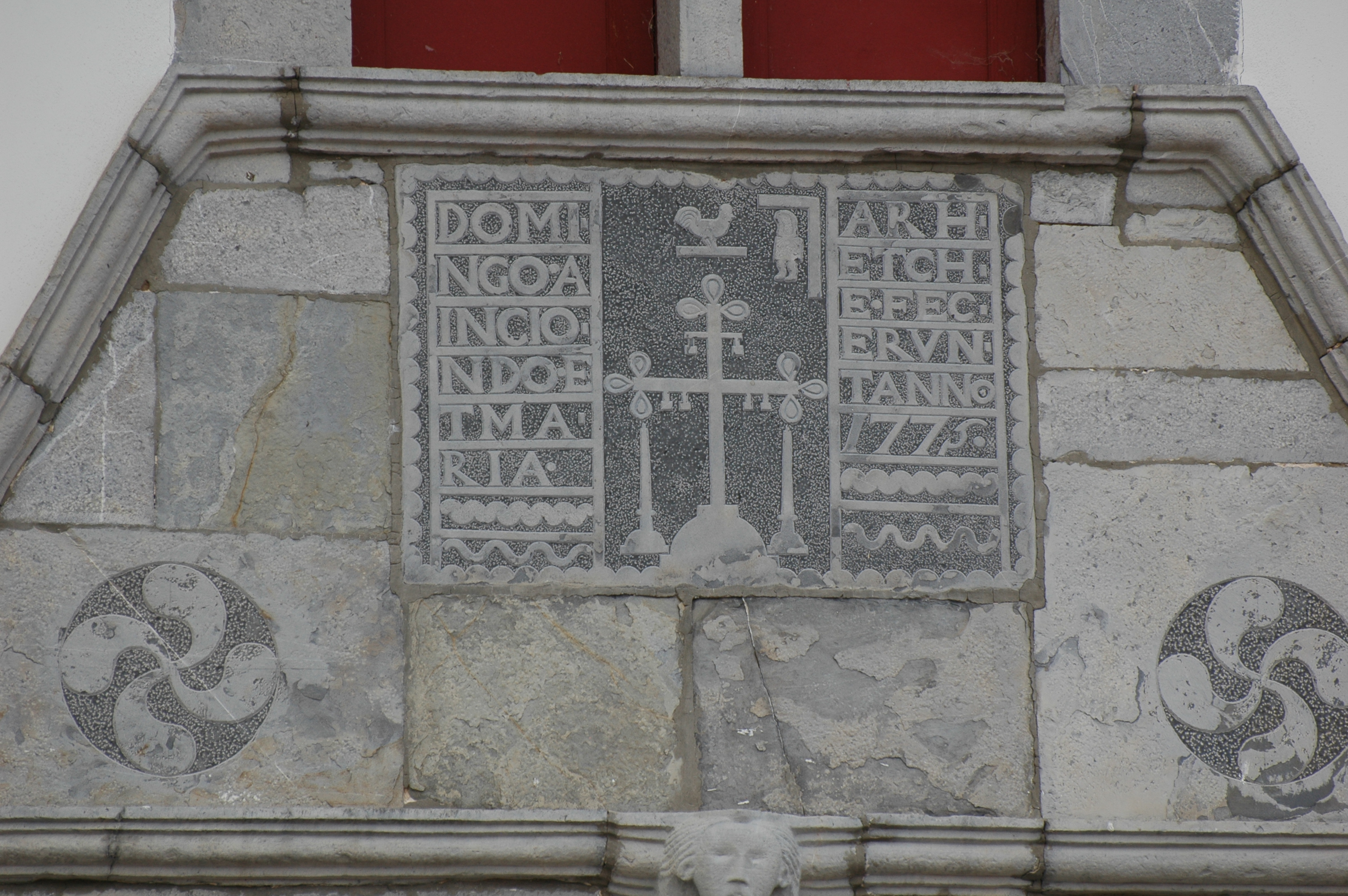
Dintel esculpido, Armendarits, Baja Navarra.
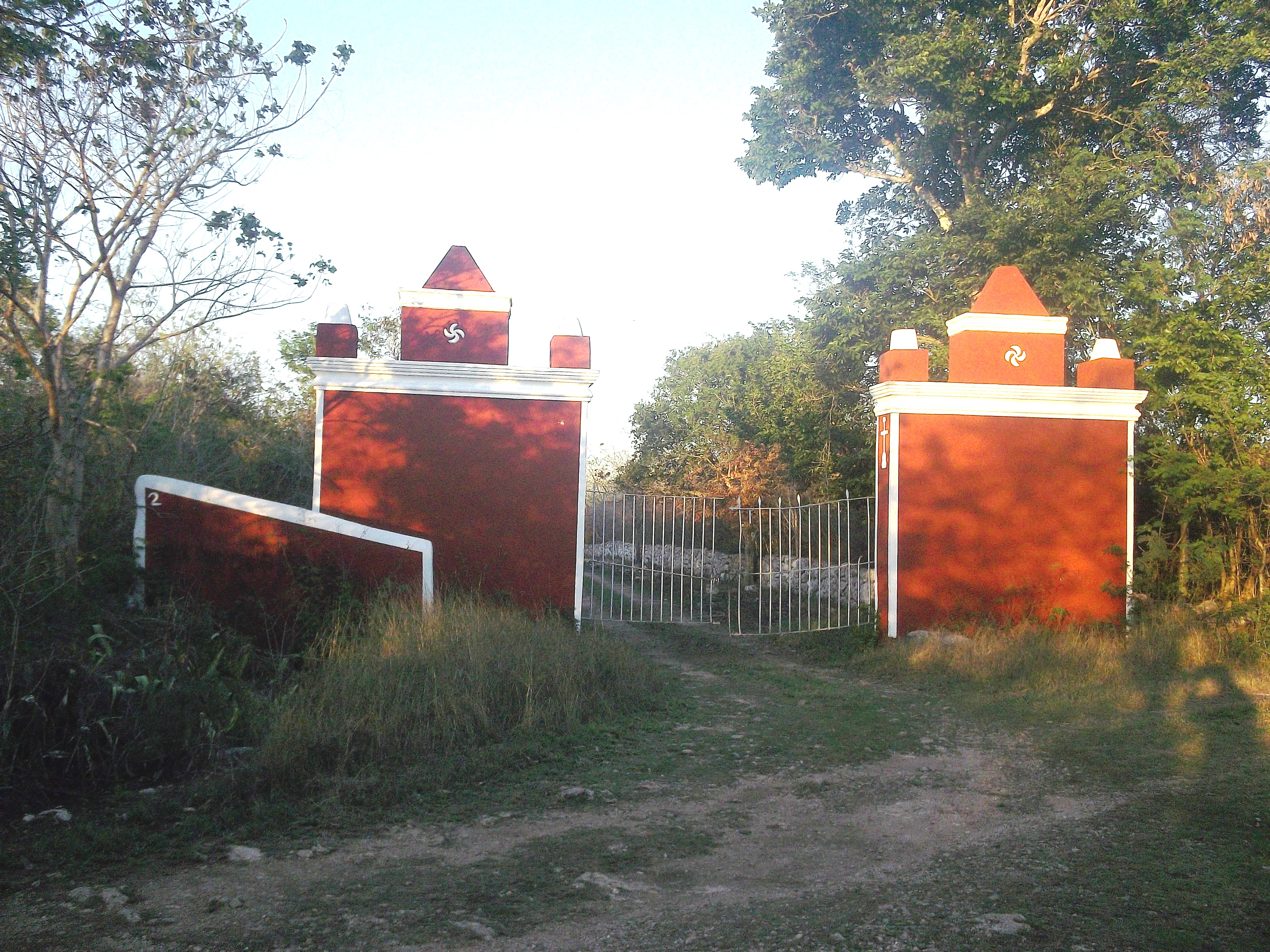
Entrada de la hacienda Bacne-Ceh, Yucatán, México.
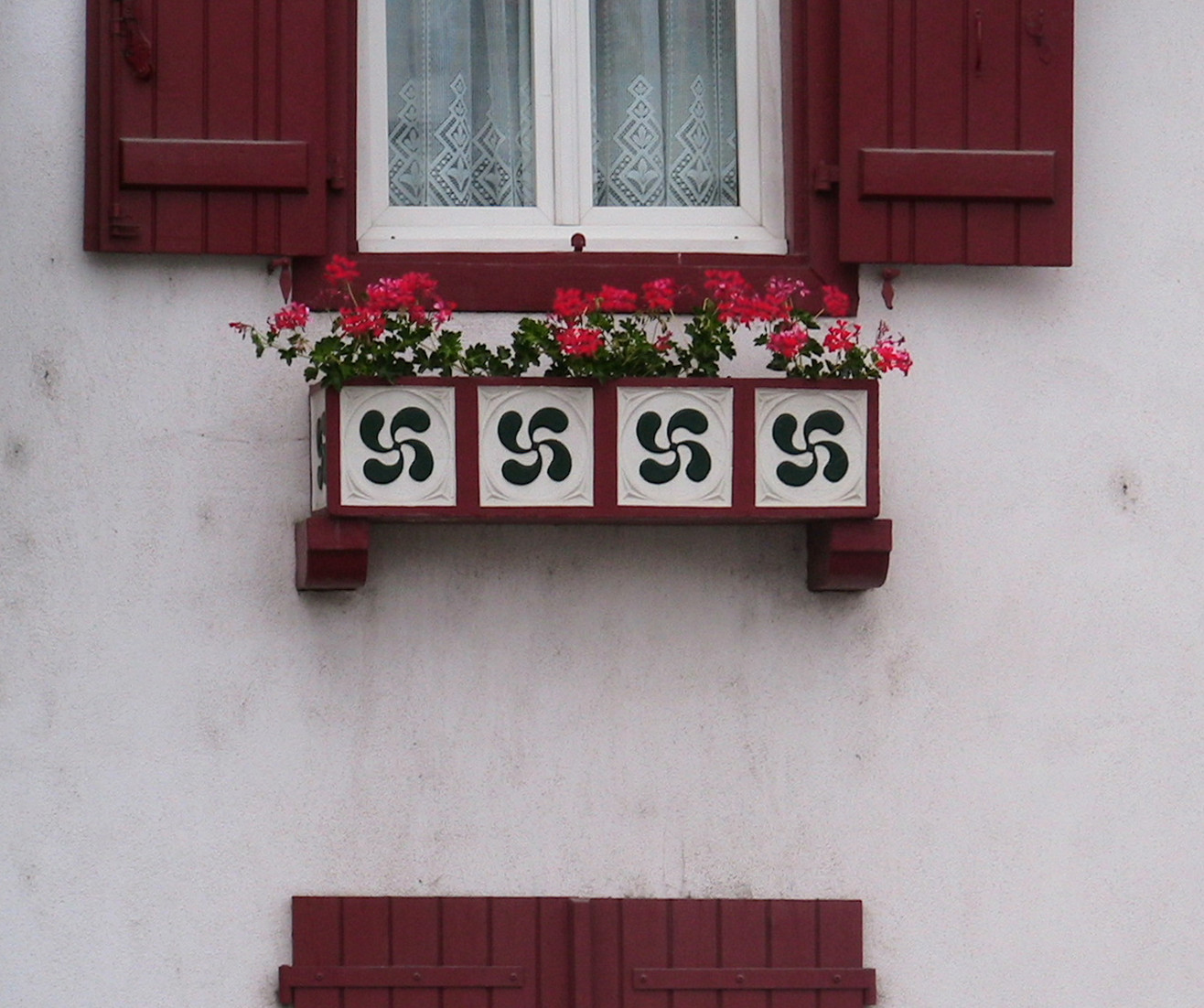
Ventana con lauburu en Hasparren, Labort.
Logotipo del partido Acción Nacionalista Vasca (ANV).
Construcción de diversos tipos de lauburu
Construcción de lauburu combinado con tetrasquel